# 伍德赛丁站
伍德赛丁站（英語：Wood Siding railway station）前身是位于英國英格兰白金汉郡本爾伍德森林的一个火车站，建于1871年，最初作为短程马拉机车轨道的终点站，用于促进白金汉公爵在白金汉郡的广阔庄园之间及外销的物资运输，以及连通公爵的庄园至位于軍頓路的艾爾斯伯里及白金漢鐵路。
1872年，一场布里爾 (白金漢郡)居民发起的游说运动促该段机车轨道转为开放客運，并延伸一小段距离直至布里爾站。由于低廉的建造和未经验收，以及使用劣质机车，这段线路的运行速度十分低，起初的最高速度只有5英里每时（8km/h）。19世纪90年代，轨道曾计划延伸至牛津，但方案最终弃用。而这条线路的运营权于1899年由大都會鐵路接管。1908至1910年期间，大西部鐵路新建奇尔特恩主线，火车站重建在其上的一座桥上。